# Giuseppe Motta
Giuseppe Motta (Airolo, 29 de diciembre de 1871 – Berna, 23 de enero de 1940) fue un político suizo, miembro del Partido Conservador Popular. Fue miembro del Gran Consejo del Cantón del Tesino desde 1895, y del Consejo Nacional desde 1899.
Tras una primera elección fallida al Consejo Federal en 1908, consiguió ser elegido tres años más tarde. De 1912 a 1919 dirigió el Departamento de Finanzas y Aduanas, y posteriormente encabezó el Departamento Político desde 1920 hasta su muerte. Tuvo un papel decisivo en la definición de la política exterior suiza durante dos décadas. Abogó con éxito por el ingreso de Suiza en la Sociedad de las Naciones, pero el idealismo de los primeros años dio paso gradualmente a las limitaciones de la realpolitik. Motta volvió a poner la neutralidad en primer plano y al mismo tiempo intentó mantener buenas relaciones con el Tercer Reich alemán y la Italia fascista. Su mandato duró 28 años, lo que lo convierte en el tercero más largo de todos los Consejeros Federales, y ejerció el cargo de Presidente de la Confederación en cinco ocasiones: 1915, 1920, 1927, 1932 y 1937.

## Biografía

### Familia, estudios y profesión

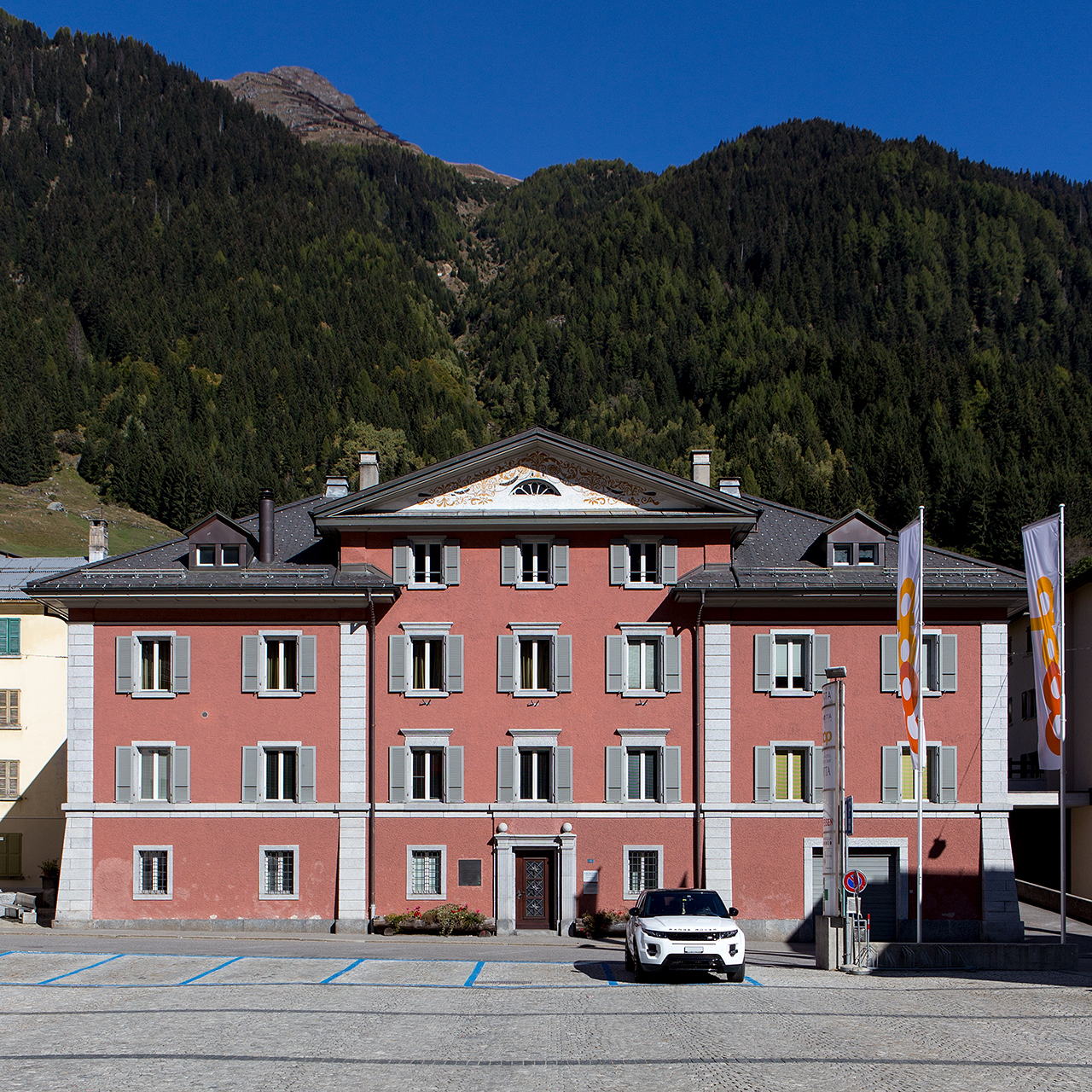
Casa natal de Giuseppe Motta en Airolo

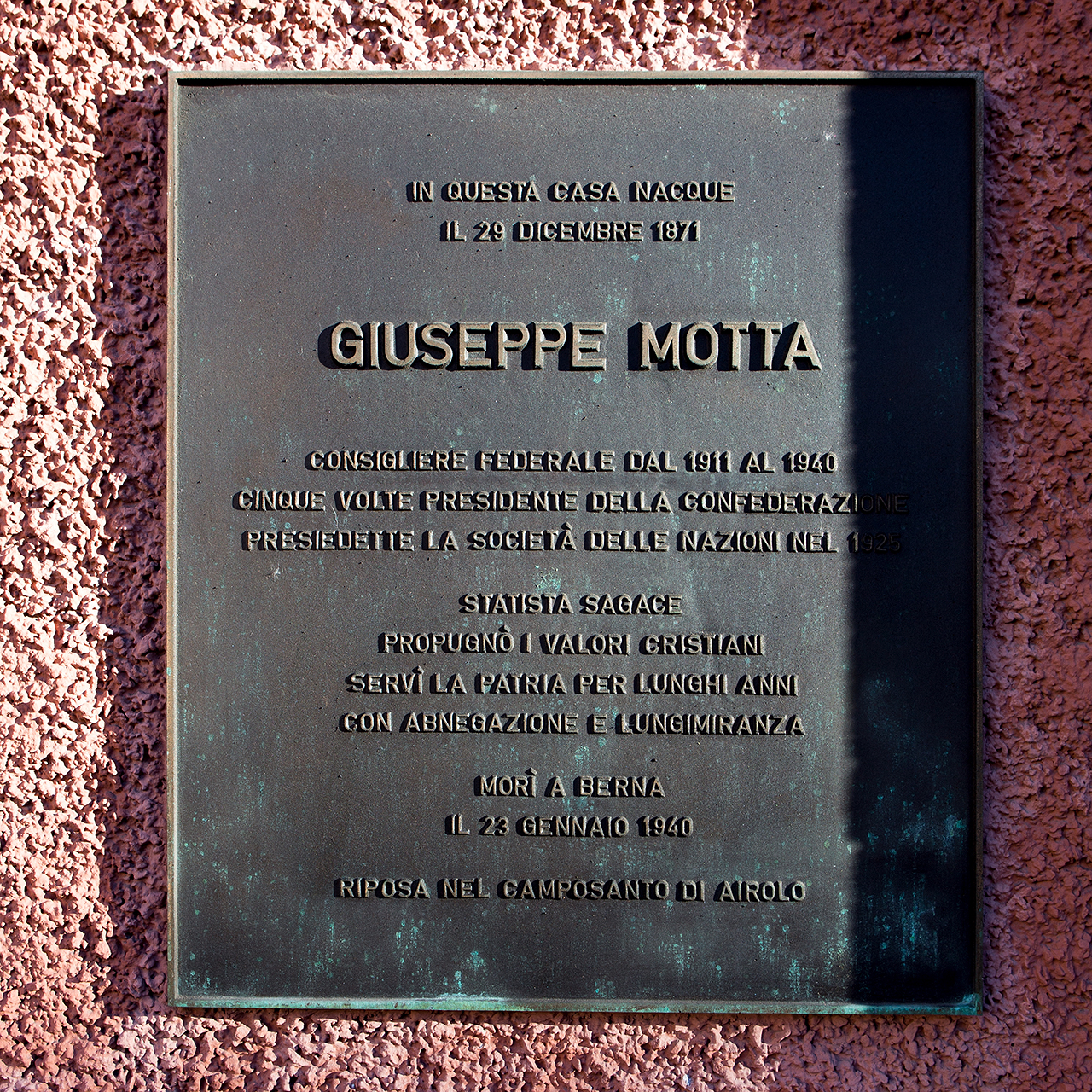
Placa conmemorativa en la casa natal

Hijo del político Sigismondo Motta y de Paolina Dazzoni, su tío Giovanni Dazzoni fue miembro del Consejo Nacional en la década de 1880. Su padre, miembro conservador católico del Gran Consejo del Tesino, era propietario de un hotel y responsable del transporte postal entre Faido y el hospicio de San Gotardo. La apertura del Túnel de San Gotardo en 1882 supuso grandes pérdidas económicas para la familia. Asistió a las escuelas de Airolo y Bellinzona. En 1880 se trasladó al Collegio Papio de Ascona, donde concluyó sus estudios primarios. En 1887 fue admitido en el Collège Saint-Michel de Friburgo, donde se graduó en 1889.
Aquel mismo año comenzó los estudios de Derecho en la recién fundada Universidad de Friburgo, que continuó en la Universidad de Múnich y concluyó en la Universidad de Heidelberg con la distinción "summa cum laude". En 1885 volvió a Airolo y trabajó allí como abogado y notario hasta 1912. Fue asesor jurídico de varias empresas, y mantuvo vínculos particularmente estrechos con la Motor-Columbus. En 1899 se casó con Agostina Andreazzi, natural de Dongio, con la que tuvo diez hijos.

### Política cantonal y federal
La carrera política de Motta comenzó en 1895 con su elección al Gran Consejo del Cantón del Tesino. Pronto se convirtió en una de las figuras más destacadas de los conservadores católicos. Se propuso modernizar el partido, para lo cual, en su opinión, era necesario aflojar los estrechos lazos que mantenía con la Iglesia católica. Además de su mandato en el Gran Consejo, se presentó como candidato a las elecciones parlamentarias de 1899 por la circunscripción de Tesino-Norte y consiguió ser elegido miembro del Consejo Nacional. Abogó por la ampliación del derecho de asilo a las personas afectadas por restricciones a la libertad de expresión. También apoyó la representación proporcional, que consideraba un avance natural de la democracia. Por otro lado, se mostró contrario al plan de financiar las escuelas primarias con subvenciones federales, ya que consideraba que ello limitaría la soberanía de los cantones.
En 1908, Motta fue propuesto por primera vez para sustituir a Josef Zemp en el Consejo Federal. Finalmente, la elección recayó en Josef Anton Schobinger, que murió apenas tres años después. Diversos periódicos pusieron sobre la mesa el nombre de Motta para suceder a Schobinger, ya que, según argumentaban, con él en el gobierno nacional se podrían reducir las tensiones latentes entre el Tesino y la Confederación. El incipiente movimiento irredentista, entre cuyos promotores se encontraba la revista cultural L'Adula, despertaba temores en amplios sectores de la Suiza germanófona, preocupados por la posibilidad de que el Tesino terminara gravitando hacia Italia. En las elecciones al Consejo Federal del 14 de diciembre de 1911, Motta obtuvo 184 de los 199 votos válidos en la primera votación, mientras que los demás candidatos recibieron 15 votos. Por primera vez, las minorías lingüísticas aportaron tres representantes al Gobierno.

#### Consejo Federal

##### Ministro de Finanzas
Motta asumió la dirección del Departamento de Finanzas y Aduanas el 1 de enero de 1912. Ya en su primer año en el cargo, propuso un monopolio del tabaco para garantizar ingresos adicionales a la Confederación. La costosísima movilización del ejército supuso un reto considerable para las arcas del estado durante la Primera Guerra Mundial, por lo que el Consejo Federal tuvo que introducir nuevos impuestos. En 1915 se introdujo un impuesto de guerra progresivo, al que un año más tarde se añadió un impuesto de guerra sobre los beneficios extraordinarios. Además, se implantó un impuesto de timbre después de que la correspondiente ley federal fuera aprobada por un estrecho margen en el referéndum del 13 de mayo de 1917, con un 53,2% de votos favorables. Motta combatió con firmeza una iniciativa popular de los socialdemócratas para la introducción de impuestos federales directos. Tras ser rechazada el 2 de junio de 1918 con un 54,1 % de votos en contra, en 1919 se vio obligado, ante la crisis económica de la posguerra, a introducir un segundo impuesto extraordinario de guerra, que se aplicó hasta 1932.
Su profundo anticomunismo lo llevó a rechazar la huelga general de 1918, ante el temor de que pudiera dar lugar en Suiza a una revolución similar a la ocurrida en Rusia un año antes. Estos recelos le acercarían, en los años siguientes, a las potencias fascistas y, específicamente, al dictador italiano Benito Mussolini.

##### Ministro de Asuntos Exteriores
A principios de 1920, Motta se trasladó al Departamento Político. Tras haber sido en 1915 Presidente de la Confederación, dirigió también el Gobierno nacional en 1920, 1927, 1932 y 1937. En sus primeros meses como ministro de Asuntos Exteriores hizo campaña, junto con Felix Calonder, en favor de la adhesión de Suiza a la Sociedad de las Naciones. Consiguió una importante concesión del Consejo de la Sociedad de las Naciones: el 13 de febrero de 1920, el Consejo declaró la neutralidad de Suiza compatible con la Carta de la Sociedad de las Naciones. Así, Suiza participaría en las sanciones económicas, pero no en las militares. Motta también consiguió ganarse al escéptico Partido Católico Conservador. El 16 de mayo de 1920, el electorado suizo votó con un 56,3% a favor de la adhesión a la Sociedad de las Naciones, mientras que la mayoría de los cantones se pronunció por un escaso margen a favor del correspondiente decreto federal. Un mes más tarde, Motta recibió el permiso para restablecer la Nunciatura Apostólica, que había sido abolida en 1873 durante la Guerra Cultural (Kulturkampf), lo que se interpretó como una contrapartida al visto bueno de los católicos a la adhesión a la Sociedad de las Naciones. Entre 1924 y 1925 fue presidente de la Asamblea de la Sociedad de las Naciones y abogó por la admisión en la organización del Reich alemán.
Motta aspiró al reconocimiento de facto del gobierno de la Unión Soviética por razones económicas, pero el asunto Conradi frustró estos empeños. Maurice Conradi, un ruso-suizo exiliado, había matado a tiros al diplomático Vátslav Voróvsky en Lausana en mayo de 1923. Cuando el Consejo Federal rehusó expresar sus condolencias, la Unión Soviética rompió relaciones. Tras ser Conradi absuelto por un jurado, la Unión Soviética dejó de enviar delegados a las conferencias internacionales celebradas en Suiza. Las tentativas de restablecer las relaciones fracasaron durante años debido a la resistencia ejercida por los círculos anticomunistas. En 1927 se levantaron las medidas de bloqueo mutuo. Motta era un acérrimo opositor al estalinismo. En 1934, la presión de la opinión pública consiguió que Suiza fuera uno de los pocos estados que votara en contra de la admisión de la Unión Soviética, entonces dominada por Iósif Stalin, en la Sociedad de las Naciones. Además, durante la guerra civil española, el Consejo Federal se puso del lado de las tropas fascistas de Franco de una manera controvertida desde el punto de vista de la política de neutralidad. A juicio de Motta, fue determinante para ello la participación directa de combatientes soviéticos en el bando de los republicanos. Franco había iniciado la sublevación con la promesa de salvar a la Iglesia Católica del estalinismo ateo.

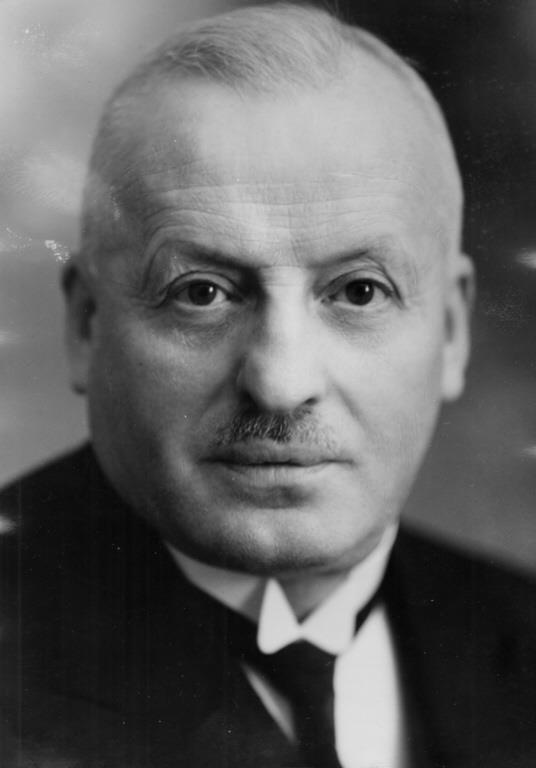
Giuseppe Motta (ca. 1930)

Motta prestó especial atención a las relaciones diplomáticas con Italia, ya que como ciudadano tesinés mantenía fuertes lazos culturales con el país vecino del sur. Tras la llegada de los fascistas al poder en 1922, aumentaron en Suiza los enfrentamientos entre refugiados antifascistas y agitadores fascistas. A pesar del creciente afán irredentista de las organizaciones fascistas, las relaciones entre los dos Estados se caracterizaron por una gran cordialidad. Las autoridades suizas expulsaron del país a varios activistas antifascistas, entre ellos Randolfo Pacciardi (1929) y Palmiro Togliatti (1933). Cuando Cesare Rossi, el prófugo jefe de prensa de Benito Mussolini, fue secuestrado cerca del enclave de Campione d'Italia en 1928, el Consejo Federal se abstuvo de protestar. Durante la Guerra de Abisinia de 1935-1936, Motta antepuso la neutralidad y los intereses comerciales de Suiza a las decisiones de la Sociedad de las Naciones y básicamente se limitó a imponer sanciones simbólicas. A propuesta suya, en diciembre de 1936 Suiza fue el primer estado neutral en reconocer legalmente la anexión de Etiopía por parte del Imperio italiano. Asimismo, en 1938 consiguió que Suiza fuera eximida de toda obligación de imponer sanciones.
Las relaciones con el Tercer Reich estuvieron condicionadas por los importantes intercambios económicos entre ambos países, y las importantes inversiones suizas en Alemania tuvieron un papel de especial trascendencia. Motta se esforzó por obtener la promesa oficial de respetar la neutralidad suiza, y también apoyó iniciativas privadas en esta línea. Entre ellas, por ejemplo, la visita del ex-consejero federal Edmund Schulthess al canciller alemán Adolf Hitler en febrero de 1937. Hubo varios incidentes que tensaron las relaciones, como el secuestro del emigrante alemán Berthold Jacob por la Gestapo en Basilea en 1935 o el asesinato de Wilhelm Gustloff en Davos en 1936. En 1938, Motta se posicionó en contra de los excesos de la prensa nacionalsocialista, que habría querido imponer una especie de "neutralidad totalitaria" a la opinión pública suiza.
La Guerra de Abisinia había demostrado a Motta la ineficacia de la Sociedad de las Naciones, más aún cuando Japón, el Reich alemán e Italia abandonaron la organización. Tras la anexión de Austria, apoyó la declaración del Consejo Federal y de los grupos parlamentarios relativa a la neutralidad de Suiza.
Motta logró que en mayo de 1938 la Sociedad de las Naciones aprobara una resolución por la cual se concedía a Suiza la "neutralidad integral". Aunque Suiza seguía siendo miembro formal, ya no estaba sujeta a ninguna obligación de imponer sanciones, por lo que cayó en un completo aislamiento en materia de política exterior.
El 14 de febrero de 1939, aún sin concluir la guerra civil española, tomó la iniciativa de reconocer diplomáticamente al régimen nacionalista de Francisco Franco en España. Suiza se convertía así en el segundo país democrático, únicamente después de Irlanda, en otorgar legitimidad a la dictadura franquista.
En marzo de 1939, Motta sufrió una hemorragia cerebral, seguida de otro ictus en noviembre de 1939, tras la cual su pierna izquierda quedó paralizada. El 23 de enero de 1940, tras sufrir otro derrame cerebral, falleció en su vivienda de Berna a la edad de 68 años.